# Henny Lauritzen
Johanne „Henny“ Marie Lauritzen (geb. Poulsen; * 5. April 1871 in Kopenhagen; † 7. Dezember 1938 in Frederiksberg) war eine dänische Stummfilm-Schauspielerin.

## Leben
Henny Lauritzen wuchs in Kopenhagen auf. Nach ihrem Schulabschluss absolvierte sie ihre Schauspielausbildung von 1886 bis 1888 an der Eleveskole des Königlichen Theaters Kopenhagen, wo sie am 19. Februar 1888 als Darstellerin auch ihr Bühnendebüt hatte. Sie wirkte in zahlreichen Theaterstücken, Musicals und Varieté-Shows mit, so auch am Folketeatret oder am Frederiksberg-Theater. Von 1920 bis 1925 war sie am Aarhus Teater und von 1927 bis 1935 am Odense Teater als festes Ensemblemitglied engagiert. Lauritzen wirkte als Schauspielerin vor der Kamera von 1911 bis 1923 in rund 50 Stummfilmen mit, darunter in Der Fackelträger.
Sie war von 1901 bis zu ihrem Tod mit dem Schauspieler Carl Lauritzen verheiratet. Aus der Ehe ging ein Sohn hervor, der Schauspieler Torkil Lauritzen. Sie starb im Dezember 1938 im Alter von 67 Jahren. Ihre Grabstätte befindet sich auf dem Solbjerg-Parkfriedhof in Frederiksberg.

## Filmografie (Auswahl)
- 1911: Die Jugendsünde
- 1913: Das Geheimnis des Fürsten
- 1914: Die Mutter
- 1916: Die Liebe des Königskindes
- 1918: Fesseln der Nacht
- 1919: Die Liebe der Prinzen
- 1919: Der Fackelträger